# Emanuel Bocchino
Emanuel Raúl Bocchino (Bigand, 9 marzo 1988) è un calciatore argentino, difensore della Nuova Spinazzola.

## Carriera
Ha giocato nella massima serie dei campionati argentino e boliviano.